# Aleksander Abraham
Aleksander Abraham, slovenski politik, * 7. maj 1964.
Leta 2006 je bil izvoljen za župana Občine Šalovci.